# Septyma (strofa)
Septyma – strofa siedmiowersowa, rymowana aabccab, pisana najczęściej jedenastozgłoskowcem.
Para za parą w sad! Polonez płynie
Precz – po miesięcznej nocy seledynie,
Mara za marą... biały atłas ciżem,
Srebro mundurów... Mgliście, posuwiście,
Przez park uwiędły, przez szumiące liście,
By o dusz zmarłych pokutnej godzinie
Na głaz kapliczny cicho stać się – krzyżem...
(Maryla Wolska, z przedwojennej szuflady)